# Partit Moderat
Partit Moderat era el nom adoptat el 1833 pels liberals que pactaren amb la regent Maria Cristina de Borbó-Dues Sicílies i mantenir l'ordre social, cosa que suposà l'apropament de la burgesia industrial als propietaris latifundistes. També era conegut com a Partit Estatutista, perquè defensaren l'Estatut Reial de 1834 aprovat per Francisco Martínez de la Rosa, i oposat al Partit Progressista.
Va donar prioritat al manteniment de l'ordre públic, que assolí sovint amb la repressió, i la conjuntura econòmica favorable després de la fi de la primera guerra carlina permeté un desenvolupament industrial i comercial considerable. També era molt centralista. A Catalunya van rebre el suport de la Junta de Comerç de Barcelona, i malgrat provocar aldarulls com els de l'avalot de les Levites, no pogueren evitar la pujada al poder d'Espartero, cap del Partit Progressista, el 1840. Tanmateix, foren els principals beneficiats dels moviments antiesparteristes de la Insurrecció Centralista. Dominaren tota la vida política tant a Espanya com a Catalunya des de la pujada al poder de Ramón María Narváez i després de la derrota de la Jamància fins al 1854, malgrat la crisi provocada per la guerra dels matiners (1846-1848).
Cap al 1854 el partit havia entrat en crisi, i des de Catalunya Jaume Balmes i Joan Mañé i Flaquer, cap del Diari de Barcelona, demanaren la renovació des de postures catòliques i reformistes. El 1854 el seu paper fou substituït per la Unió Liberal i va desaparèixer.